# Corema
Corema – rodzaj roślin z rodziny wrzosowatych. Obejmuje dwa gatunki. Corema album rośnie na Półwyspie Iberyjskim i Azorach, a Corema conradii w północno-wschodniej części Stanów Zjednoczonych i Kanady. 

## Morfologia
PokrójKrzewy i krzewinki o pędach prosto wzniesionych i podnoszących się. Młode pędy owłosione, starsze szorstkie od nasad liści.
LiścieZimozielone, okółkowe i naprzeciwległe, ogonkowe. Blaszki skórzaste, całobrzegie, niewielkie, w odróżnieniu od siostrzanego rodzaju Ceratiola nie owłosione wełnisto.
KwiatyJednopłciowe (rośliny dwupienne), zebrane po 3–7 na szczycie pędów w niewielkie, główkowate kwiatostany. Działki kielicha w liczbie 4–5 są wolne. Korony brak. Pręciki są 3–4, wystają ponad kielich. Główki pręcików bez rożków, pylniki pękają podłużnie. Zalążnia jest 3–5-komorowa, z długą, smukłą szyjką i równowąskim znamieniem.
OwoceKuliste pestkowce, białe do różowych i szarych, zawierające 3–5 płaskowypukłych nasion (pestek).

## Systematyka
Rodzaj z plemienia Empetreae z podrodziny Ericoideae z rodziny wrzosowatych Ericaceae. Rodzaj zaliczany był do tradycyjnie wyróżnianej rodziny Empetraceae, ale okazała się być ona zagnieżdżona w obrębie wrzosowatych Ericaceae. Rodzaj jest siostrzany względem Ceratiola, a ta para z kolei jest siostrzana względem rodzaju bażyna Empetrum.
Wykaz gatunków
- Corema album (L.) D.Don
- Corema conradii (Torr.) Torr. ex Loudon